# Sklabiňa
Sklabiňa (in ungherese Szklabinya) è un comune della Slovacchia facente parte del distretto di Martin, nella regione di Žilina. Tra i monumenti principali vi sono i ruderi del Castello di Sklabiňa.